# Ландшафтна археология
Ландшафтната археология е дял на археологията, която се занимава с изучаването на различните промени, които се извършват в различни ландшафти, както естествен път, така и от промени свързани с човешката дейност.
Ландшафтната археология включва използването на археологически, документални и устно исторически доказателства за изучаване и тълкуване на начините, по които хората в миналото са формирали своят ландшафт, чрез културни и социални практики. Археологическите доказателства, използвани в археологията на ландшафта, варират в редица методи, включително използването на сателитни и въздушни изображения, проучвания на наземната повърхност, топографско моделиране, стратиграфски разкопки, геоморфологични оценки, палеоетноботаничен анализ, макрофлорни и микрофлорални проучвания и проникващи в земята технологии за търсене.